# Bauhinia chapadensis
Bauhinia chapadensis är en ärtväxtart som beskrevs av Gustaf Oskar Andersson Malme. Bauhinia chapadensis ingår i släktet Bauhinia och familjen ärtväxter. Inga underarter finns listade i Catalogue of Life.